# Kajetan Kosiński

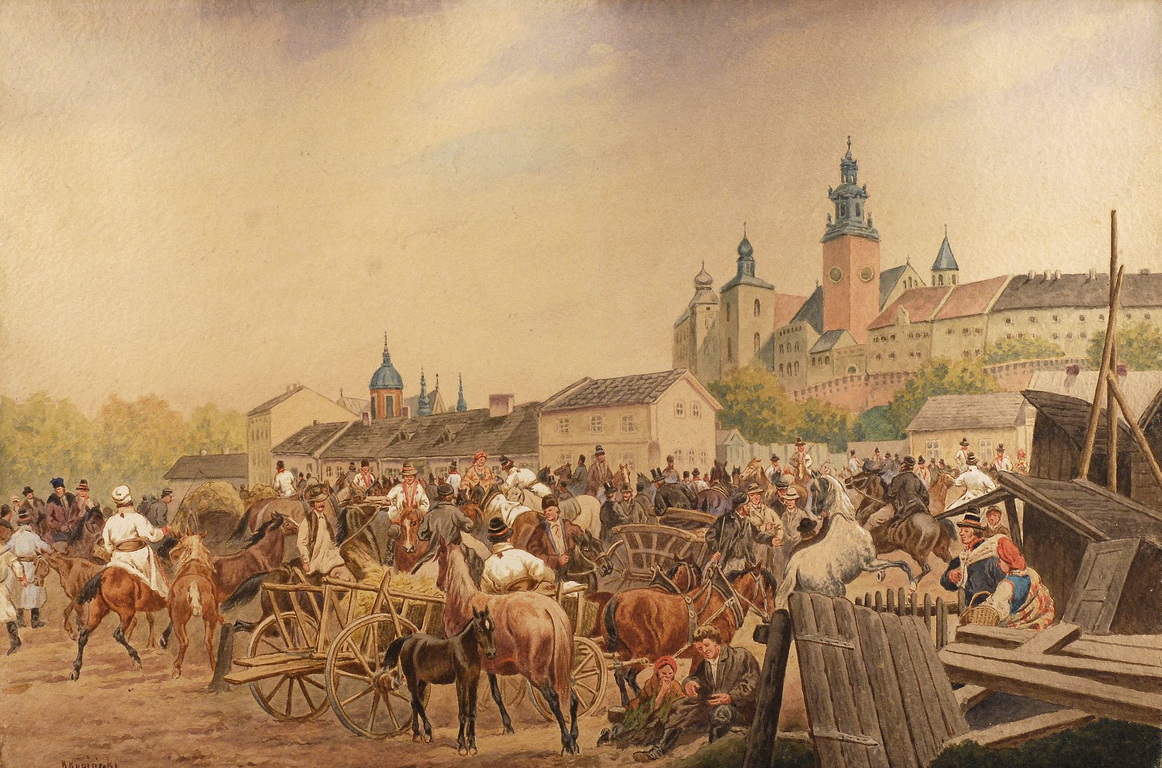
Targ pod Wawelem

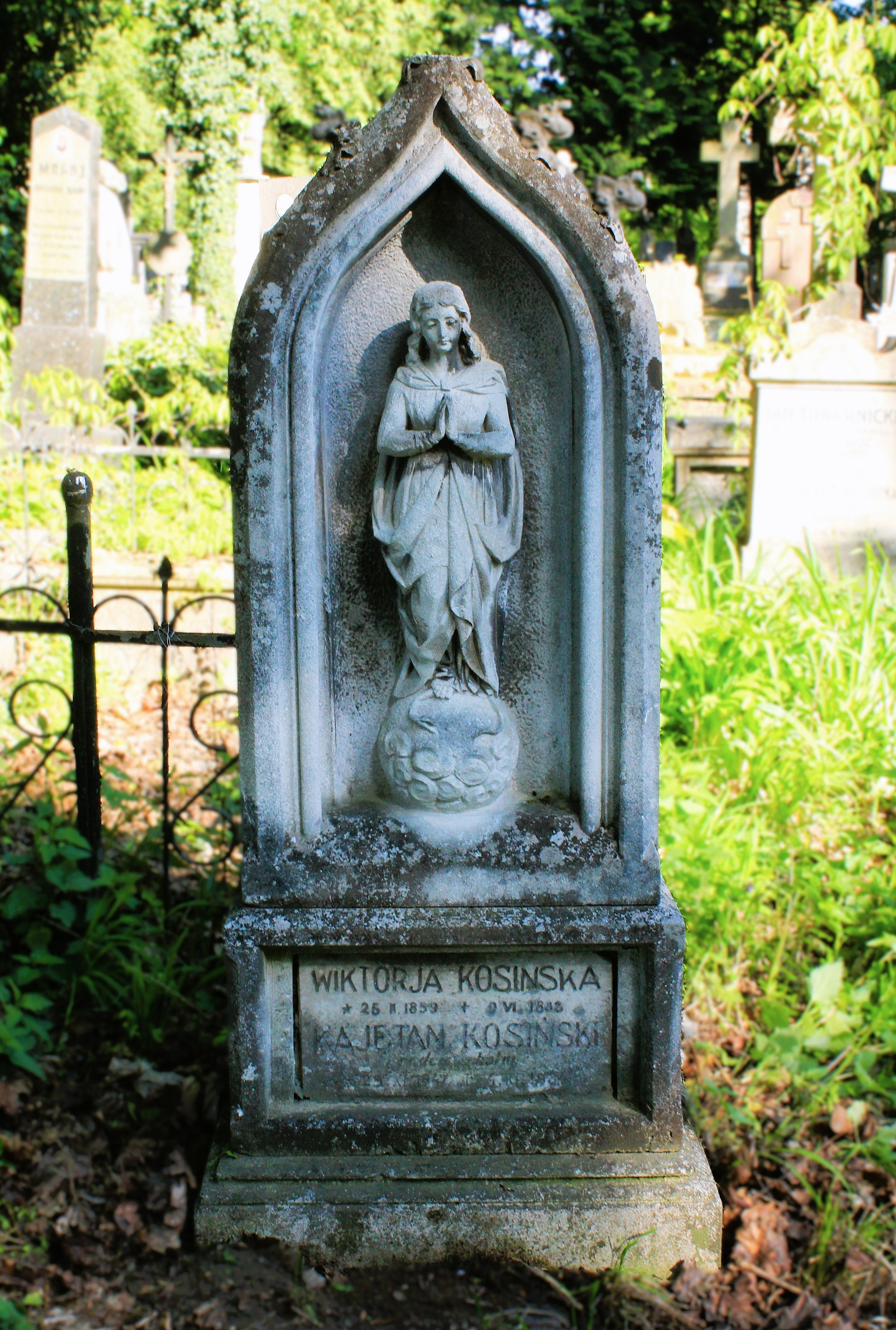

Kajetan Kosiński, ps. artystyczny „Kajetan Łużan” (ur. 28 listopada 1847 w Łużanach, zm. 4 listopada 1934 we Lwowie) – polski malarz i pedagog.

## Życiorys
Kosiński studiował w latach 1866–1896 na Akademii Sztuk Pięknych w Wiedniu, i kontynuował studia w Monachium. Od roku 1877 pracował jako profesor rysunku w Śniatyniu, Drohobyczu, w Wyższej Szkole Realnej w Stryju, zaś od roku 1893 w I Wyższej Szkole Realnej w Krakowie, pełniąc jednocześnie funkcję jej dyrektora.
Wystawiał w Towarzystwie Przyjaciół Sztuk Pięknych w Krakowie, Towarzystwie Zachęty Sztuk Pięknych oraz Instytucie Propagandy Sztuki w Warszawie.
W roku 1907 zamieszkał na stałe we Lwowie i spędził tam ostatnie lata życia.
W jego twórczości widoczne są wpływy malarstwa Juliusza Kossaka i Alfreda Wierusz-Kowalskiego. Malował sceny z życia wsi polskiej, wesel, polowań, uprawiał malarstwo olejne, pastelowe i akwarelę.
Tworzył także obrazy religijne, m.in. dla krakowskiego Domu Księży Misjonarzy na Stradomiu. Liczne prace artysty spłonęły podczas pożaru Stryja w roku 1887.

## Publikacje
- Nauka rysunków odrcznych w szkołach średnich w porównaniu z nauka języków (1879)
- Ogólne pojęcia o sztukach plastycznych na podstawie ich rozwoju historycznego dla użytku uczniów Wyższej Szkoły Realnej w Krakowie, klasa 5 (1887)
- Zasadnicze pojęcia o architekturze, rzeźbie i malarstwie (1903)